# Blanche Edith Baughan

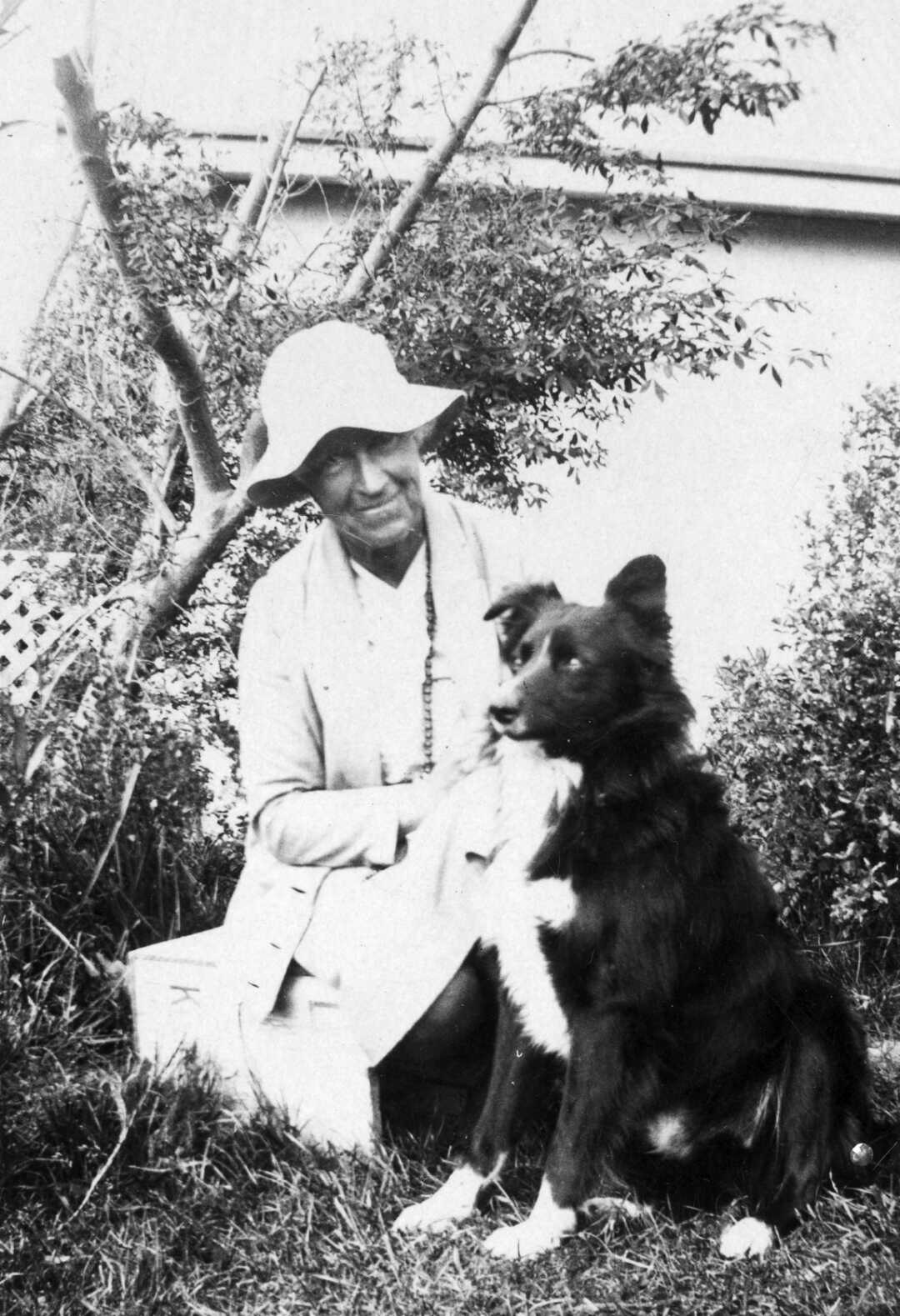
Blanche Edith Baughan
(1935)

Blanche Edith Baughan (* 16. Januar 1870 in Putney, Grafschaft Surrey, England; † 20. August 1958 in Akaroa, Region Canterbury, Neuseeland) war eine neuseeländische Lyrikerin, Schriftstellerin und Reformerin des neuseeländischen Strafvollzugs.

## Frühes Leben
Blanche Edith Baughan wurde am 16. Januar 1870 als das jüngste von sechs Kindern der Eheleute Ruth Catterns und John Baughan, eines Schreibers, in Putney, Grafschaft Surrey, geboren. Als ihr Vater starb, war sie zehn Jahre alt. Über ihre Kindheit und Schulbildung ist nichts bekannt.
Baughan war eine der ersten Frauen, die am Londoner Royal Holloway College studieren konnten, nachdem es im Jahr 1886 für Frauen geöffnet worden war. Sie studierte Klassische Philologie und beendete 1891 ihr Studium mit einem Bachelor mit Auszeichnung in Griechisch. In London schloss sie sich der Suffragetten-Bewegung an und engagierte sich sozial in den Slums von Shoreditch und Hoxton im Osten der Stadt. Zwischen den Jahren 1893 und 1898 nutzte sie einen Großteil ihrer freien Zeit für das Schreiben von Gedichten, die sie in ihrem ersten Buch 1898 unter dem Titel Verses veröffentlichte. In den 1890er Jahren fand sie Zeit, nach Deutschland, Norwegen, Schweden und in die Schweiz zu reisen.
Nach ihrer Rückkehr nach England pflegte sie ihre Mutter, die psychisch krank war, und konnte wohl mit Unterstützung in der Pflege gleichzeitig eine Stelle als Lehrerin für Griechisch bei Adeline, der damaligen Herzogin von Bedford, und einigen ihrer Freunde annehmen. Der Kontakt zur Aristokratie verdeutlichte ihr die große Kluft zwischen Arm und Reich, was sie dazu bewegte, sich für soziale Reformen einzusetzen.

## Wirken in Neuseeland
Im Jahr 1900 reiste sie nach Neuseeland und zu den pazifischen Inseln, danach nach Südafrika und Simbabwe, um die Victoriafälle zu besuchen. Anschließend kehrte sie nach Neuseeland zurück und kam in dem kleinen Dorf Ormondville bei Bekannten unter, wo sie im Haushalt half, um dort bleiben zu können.
1902 zog sie nach Chorlton, einer kleinen Gemeinde im Osten der Little Akaloa Bay auf der Banks Peninsula. Dort entwickelte sie ihren eigenen Gedichtstil und konnte noch im selben Jahr mit Young Hotspur und The old place zwei Gedichte im Londoner The Spectator veröffentlichen. 1903 folgte der Gedichtband Reuben and other Poems. In ihrem bedeutendsten Gedichtband Shingle-Short and other Verses, der 1908 erschien, näherte sie sich stilistisch der modernen Lyrik an und erprobte eine offene Form mit freien Rhythmen. Auch durch die Verwendung von Metaphern aus dem Alltagsleben und die kontrastierende Kombination des Malerisch-Schönen mit dem Schmutzigen brach sie mit herkömmlichen lyrischen Konventionen. 1912 erschien ein Band mit Prosaskizzen, Brown Bread from a Colonial Oven, in dem sie einfache Menschen in häuslicher Umgebung beschrieb und in ihrer Umgangssprache sprechen ließ. Darüber hinaus veröffentlichte Baughan auch Reisebeschreibungen.
Nach einer Krankheit um das Jahr 1910 bezog Baughan ein Cottage in der Nähe von Sumner, ostsüdöstlich von Christchurch, wo sie bis 1930 lebte. Während dieser Zeit unternahm sie ausgedehnte Wander- und Bergsteigertouren. Das Werk Studies in New Zealand Scenery, das 1916 veröffentlicht wurde, zeugt davon. Auch einheimische Pflanzen weckten ihr Interesse, und so sammelte sie bisher nicht erfasste Pflanzen von der Westseite des Copland Passes.
1915 reiste Baughan nach Kalifornien, um dort in einem Ashram über die indische Vedanta-Lehre ihre Erleuchtung zu finden. Sie ließ sich für die Glaubenslehre bekehren. 1916 kehrte sie nach Neuseeland zurück, unternahm aber bis 1922 noch eine weitere Reise nach Indien und zwei Reisen nach England. Etwa ab 1920 wuchs in ihr das Bedürfnis, für eine humanere Behandlung von Gefangenen und Außenseitern der Gesellschaft zu sorgen, und sie glaubte, aufgrund ihrer philosophischen Einstellung dafür bestimmt zu sein. Sie sah in dem sozialen Engagement auch eine Kunst und tröstete sich damit darüber hinweg, dass ihr literarisches Talent verflogen war. Im März 1921 bekam Baughan dann das verbriefte Recht, als offizielle Besucherin der Gefängnisse in Wellington tätig zu werden. Am 7. April 1921 wurde dies auch über die New Zealand Gazette bekannt gemacht.
Ein Artikel im Londoner The Spectator über die Howard League for Penal Reform inspirierte sie 1924 zur Gründung eines neuseeländischen Zweigs der Organisation. Sie war der Ansicht, dass das Strafrechtssystem in Neuseeland reformiert werden müsse und die Selbstachtung der Gefangenen gefördert sowie die Ausbildung von Beamten, die Klassifizierung von Gefangenen und der umfassende Einsatz von Bewährungsmaßnahmen zu ändern seien.
1930 zog sie nach Akaroa und öffnete ihr Haus für ehemalige Häftlinge und andere Menschen, die am Rande der Gesellschaft häufig Unterkunft und finanzielle Unterstützung benötigen. Sie untersuchte die Haftbedingungen und Gefangenen zunächst in Point Halswell, wo sie psychologische Tests für weibliche Gefangene einführte. Später wurde sie auch offizielle Besucherin des Gefängnisses Addington Reformatory for Women in Christchurch. Ihr Engagement für eine Gefängnisreform brachte sie häufig in Konflikt mit den Behörden, die für die Gefängnisse zuständig waren. Als 1925 der Generalinspektor für Gefängnisse sich darüber beschwert hatte, dass sie ihre Besuchsberichte vom Addington Reformatory for Women an die Presse gegeben hatte, musste sie ihre Position aufgeben, protestierte aber weiterhin gegen den Umgang mit Alkoholikern und psychisch Kranken im Gefängnis.
In den 1930er Jahren untersuchte sie die Bedingungen von männlichen und weiblichen Gefangenen und schrieb darüber in ihrem Buch People in prison (1936). Das Werk war in der Öffentlichkeit sehr umstritten und wurde insbesondere von den Gefängnisbehörden kritisiert. Des Weiteren setzte sich Baughan für die Abschaffung der Todesstrafe ein, wurde Mitglied im Gemeinderat von Akaroa und eine Unterstützerin des Red Cross in Neuseeland.
Blanche Edith Baughan starb am 20. August 1958 in Akaroa.

## Auszeichnungen
- 1935 – Für ihr Engagement im sozialen Bereich wurde Baughan im Jahr 1935 mit der King George V Silver Jubilee Medal ausgezeichnet.[1]

## Werke

### Literarische Werke
- 1898 – Verses. Archibald Constable & Co Ltd, Westminster, London 1898 (englisch, Wikisource [PDF; abgerufen am 30. September 2024]).
- 1903 – Reuben and other Poems. Archibald Constable & Co Ltd, Westminster, London 1903 (englisch, Wikimedia Commons [PDF; abgerufen am 30. September 2024]).
- 1908 – Verses. Archibald Constable & Co, Westminster, London 1908 (englisch, Neuauflage).
- 1908 – Shingle-Short and other Verses. Whitcombe & Tombs Limited, Auckland 1908 (englisch, Wikimedia Commons [abgerufen am 30. September 2024]).
- 1916 – Hope. a Poem. Lyttelton Times, Christchurch 1916 (englisch).[4]
- 1923 – Poems from the Port Hills. Whitcombe & Tombs Limited, Christchurch 1923 (englisch, Wikimedia Commons [PDF; abgerufen am 30. September 2024]).

### Reise- und Wanderbücher
- 1909 – The finest walk in the world. Whitcombe & Tombs Limited, Christchurch 1909 (englisch).[5]
- 1910 – Snow kings of the Southern Alps. Whitcombe & Tombs Limited, Christchurch 1910 (englisch).[6]
- 1912 – Brown bread from a colonial oven. being sketches of up-country life in New Zealand. Whitcombe & Tombs Limited, Christchurch 1912 (englisch).[7]
- 1913 – A river of pictures and peace. Whitcombe & Tombs Limited, Christchurch 1913 (englisch).[8]
- 1913 – Forest and ice. Whitcombe & Tombs Limited, Christchurch 1913 (englisch).[9]
- 1914 – B. E. Baughan, L. Cockayne, R. Speight: The Summit Road. its scenery, botany and geology. Smith & Anthony, Christchurch 1914 (englisch).[10]
- 1916 – Studies in New Zealand scenery. Whitcombe & Tombs Limited, Auckland 1916 (englisch).[11]
- 1919 – Akaroa. Whitcombe & Tombs Limited, Auckland 1919 (englisch).[12]
- 1922 – Glimpses of New Zealand scenery. Whitcombe & Tombs Limited, Auckland 1922 (englisch).[13]
- 1925 – Arthur's Pass and the Otira Gorge. Whitcombe & Tombs Limited, Auckland 1925 (englisch).[14]
- 1926 – The finest walk in the world. from Lake Te Anau to Milford Sound, New Zealand. Whitcombe & Tombs Limited, Auckland 1926 (englisch, Erweiterte Version).[15]
- 1927 – Uncanny country. the thermal district of New Zealand. Whitcombe & Tombs Limited, Auckland 1927 (englisch).[16]
- 1929 – Mt. Egmont. Whitcombe & Tombs Limited, Auckland 1929 (englisch).[17]

### Gefangenenbericht
- 1936 – People in prison. T.I.S. Unicorn Press, Auckland 1936 (englisch).[18]